# 胡士托風波
《胡士托風波》（英語：Taking Woodstock）是一部2009年的喜劇電影，講述1969年的胡士托音樂節，由台灣導演李安執導。詹姆斯·夏慕斯編劇，改編自艾略特·泰柏和Tom Monte的回憶錄《Taking Woodstock: A True Story of a Riot, a Concert and a Life》。
本片於2009年5月坎城影展上進行世界首映，在廣泛上映的兩天前，於2009年8月26日在紐約和洛杉磯公映，10月9日在台灣上映。

## 劇情
1969年夏天，主角艾略特泰柏接辦「胡士托音樂藝術節」，起初以為只有五千人出席，卻吸引了50萬人湧去出現，成為了大場面主題音樂會。

## 演員
摩納哥度假村一家
- 狄米崔·馬丁（英语：Demetri Martin） 飾演 艾略特·泰柏（Elliot Tiber），自願留下父母負債的摩納哥度假村，接辦「胡士托音樂節」於附近農場。
- 伊美黛·史道頓 飾演 索妮雅·泰柏格（Sonia Teichberg），艾略特的守財奴媽媽。
- 亨利·古德曼（英语：Henry Goodman） 飾演 傑克·泰柏格（Jake Teichberg），艾略特的爸爸。
- 李佛·薛伯 飾演 薇爾瑪（Vilma），前海軍異裝癖，自願當摩納哥度假村的保全。
- 丹·富樂 飾演 戴文（Devon），住在倉庫的太陽劇團團長。

白湖鎮居民
- 尤金·李維 飾演 麥克斯·雅士嘉（Max Yasgur），艾略特的鄰居，經營農場場地擁有者。
- 艾米爾·賀許 飾演 比利（Billy），剛返鄉的退伍越戰軍人。
- 傑佛瑞·狄恩·摩根 飾演 丹（Dan），比利的哥哥，反對舉辦音樂節的鎮民。

胡士托音樂節相關人員
- 強納森·葛洛夫 飾演 邁可·藍恩（Michael Lang），胡士托音樂節的籌辦者。
- 麥米·古默（英语：Mamie Gummer） 飾演 蒂夏（Tisha），藍恩的夥伴。
- 保羅·迪諾和凱莉·嘉納飾演參加音樂節的一對嬉皮情侶。

## 外部連結
- 互联网电影数据库（IMDb）上《胡士托風波》的资料（英文）
- AllMovie上《Taking Woodstock》的资料（英文）
- 豆瓣电影上《胡士托風波》的資料 （简体中文）